# Alex McAulay
Alex McAulay (* 20. ledna 1977 Seattle) je americký romanopisec, scenárista, zpěvák a kytarista. Jeho kniha Bad Girls, což je dobrodružný román odehrávající se na ostrově, vyšla i v češtině pod názvem Příliš pozdě na slzy. Jako scenárista pracoval například na sequelu filmu Válka Roseových. Hudbě se věnoval pod jménem Charles Douglas, vydal několik alb. Na jeho desce The Lives of Charles Douglas z roku 1999 hrála Maureen Tuckerová ze skupiny The Velvet Underground a rovněž byla jeho producentkou.